# Felda (Werra)
Die Felda ist ein 42,2 km langer, südlicher und orographisch linker Nebenfluss der Werra im Südwesten Thüringens. Der von Süden nach Norden verlaufende Fluss ist neben der westlich parallelen Ulster und der noch westlicheren Haune der wichtigste innere Fluss der Rhön, dessen Talung die Vorderrhön im Osten von der Auersberger Kuppenrhön im Westen trennt (siehe Abschnitt Naturräume).

## Name
Im Erstbeleg im Jahr 786 wird der Fluss Feldaha genannt. Der Name setzt sich als zusammen aus dem Wort Feld und dem Hydronym -aha, mit der Bedeutung 'Fließgewässer'.

## Verlauf
Die Hauptquelle der Felda liegt unmittelbar südlich von Erbenhausen am Bergsattel zwischen dem Stellberg (662,3 m) im Süden und der Alten Mark (675,7 m) im Norden auf etwa 510 m Höhe; in östlicher Nachbarschaft entspringt die Herpf. Ein linker Quellbach, Rodgraben genannt, entspringt auf etwa 676 m Höhe am Osthang des Ellenbogen (813 m) und passiert unmittelbar oberhalb des Zusammenflusses den Ort Reichenhausen.
Nach einem Verlauf entlang der Bundesstraße 285 durch Kaltensundheim, Kaltennordheim, Fischbach/Rhön, Diedorf, Neidhartshausen und Dermbach nach Hartschwinden und weiter entlang der Landesstraße 1022 über Weilar, Stadtlengsfeld, Menzengraben und Dietlas mündet die Felda in Dorndorf auf 225,1 m Höhe in den dort von Osten kommenden Weser-Quellfluss Werra.
Die Trasse der ehemaligen Feldabahn begleitet zwischen Kaltennordheim und Dorndorf ihren namensgebenden Fluss und kreuzt ihn mehrfach.

## Einzugsgebiet und Nebenflüsse

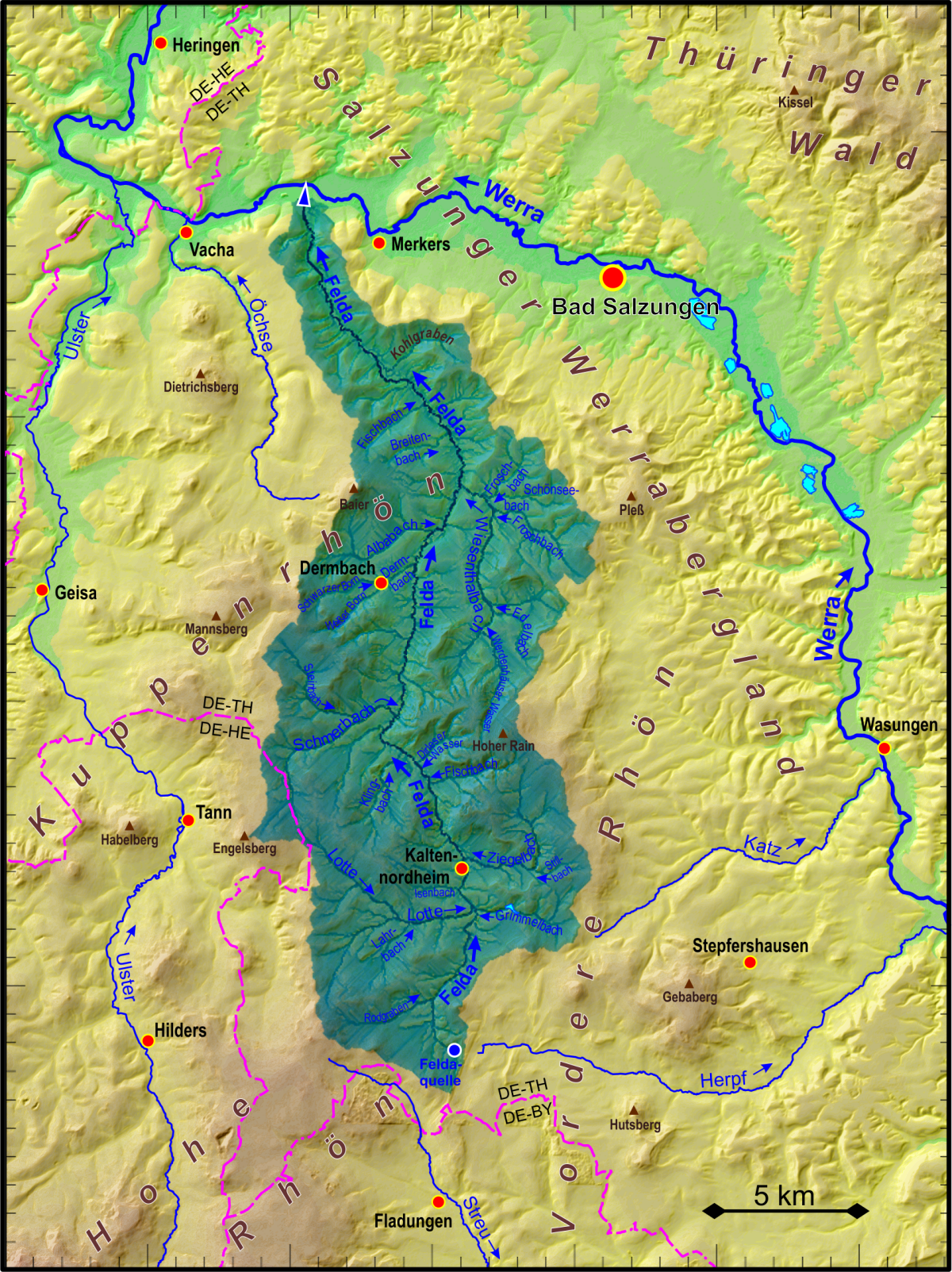
Einzugsgebiet der Felda

Das Feldatal ist eine Talsenke, die zwei Teillandschaften der Kuppenrhön separiert, die Vordere Rhön im Osten und die Auersberger Kuppenrhön im Westen. Die Orographie ist entsprechend eher fischgrätartig als fächerförmig. Das Feldatal ist auch als Einzelnaturraum ausgewiesen.
Das Einzugsgebiet der Felda ist 216,7 km² groß. Zu ihren Nebenflüssen gehören (flussabwärts betrachtet):
| Name                              | Seite  | Länge (km) | EZG (km²) | Mündung (m ü. NHN) | Ortschaften, Mündungsorte                | DGKZ     |
| --------------------------------- | ------ | ---------- | --------- | ------------------ | ---------------------------------------- | -------- |
| Linker Quellbach v. Reichenhausen | links  | 3,2        |           | 487                | Reichenhausen                            | 4138-1?1 |
| Grimmelbach                       | rechts | 4,4        |           | 448                | unterh. Kaltensundheims                  | 4138-14  |
| Lotte                             | links  | 8,3        | 21,5      | 448                | Kaltenwestheim, Mittelsdorf              | 4138-2   |
| Ziegelbach (Goldbach)             | rechts | 7,1        | 12,7      | 436                | Kaltenlengsfeld, Kaltennordheim          | 4138-4   |
| Fischbach                         | rechts | 2,6        |           | 410                | Fischbach                                | 4138-52  |
| Dirleser Wasser                   | rechts | 1,7        |           | 398                | oberh. Diedorfs                          | 4138-532 |
| Klingbach                         | links  | 3,7        |           | 393                | Klings, Diedorf                          | 4138-54  |
| Schmerbach                        | links  | 6,8        | 16,5      | 375                | Andenhausen, Zella/Rhön, Neidhartshausen | 4138-6   |
| Dermbach (Weißer Born)            | links  | 4,7        | 6,3       | 327                | Dermbach                                 | 4138-74  |
| Albabach                          | links  | 4,9        |           | 313                | Oberalba, Unteralba, Hartschwinden       | 4138-76  |
| Wiesenthalbach                    | rechts | 9,4        | 34,4      | 295                | Wiesenthal, Urnshausen, oberh. Weilars   | 4138-8   |
| Fischbach                         | links  | 3,3        |           | 275                | oberh. Stadtlengsfelds                   | 4138-92  |

### Nebenflüsse höherer Ordnung
Die wichtigsten Nebenflüsse zweiter Ordnung sind:
- (Lotte)
  - Lahrbach (rechts, 2,6 km; Kaltenwestheim-Mittelsdorf)
- (Schmerbach)
  - Steinbach (links, 5,0 km; Brunnhartshausen, Zella/Rhön)
- (Wiesenthalbach)
  - Werdenhäuser Wasser (rechts, 3,0 km; Wiesenthal)
  - Edelbach (rechts, 3,1 km; Friedrichshof, unterh. Wiesenthals)
  - Froschbach (rechts, 4,0 km; Bernshausen, unterh. Urnshausens)
  - Schönseebach (rechts, 3,0 km)

Der Steinbach entwässert fast die Hälfte des Einzugsgebietes des Schmerbachs, während alle anderen hier aufgeführten Nebenbäche zweiter Ordnung von hydrologisch eher geringer Bedeutung sind.

## Naturräume

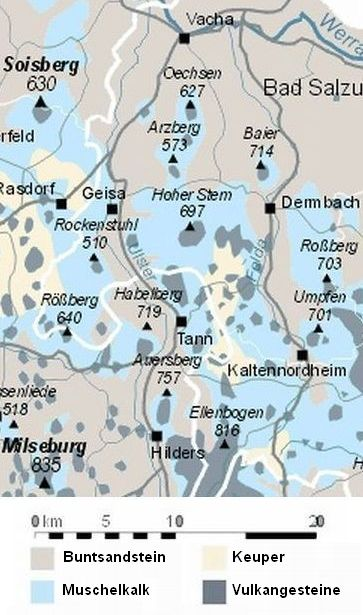
Die Auersberger Kuppenrhön zwischen dem Ulstertal (Westen) und dem der Felda (Osten), welches südöstlich von Kaltennordheim beginnt. Ab dem Passieren des Baier unterhalb Dermbachs beginnt das Untere Feldatal.

Das in Buntsandstein eingefasste Tal der Felda ist von besonderer naturräumlicher Bedeutung für die Gliederung der Kuppenrhön und des sich nördlich und östlich anschließenden Salzunger Werraberglandes.
Das Mittlere Feldatal von Fischbach (bisweilen auch von Kaltennordheim an) bis zur Durchquerung der Baier-Pleß-Schwelle bei Urnshausen-Hartschwinden unterhalb von Dermbach ist eine naturräumliche Einheit der Vorder- und Kuppenrhön und separiert die bis 751 m hohe Vorderrhön im Osten von der bis 757 m hohen Auersberger Kuppenrhön im Westen.
Das Untere Feldatal bis Dorndorf ist demgegenüber ein Unter-Naturraum des ganz auf Buntsandstein stehenden Stadtlengsfelder Hügellandes.

## Flora und Fauna
Beim Fischbestand überwiegen im Oberlauf Bachforellen und im Mittel- und Unterlauf Äschen.

## Energieerzeugung
Traditionell wird die Felda für die Energieerzeugung genutzt. Wehranlagen mit aktuell genutzten Wasserkraftanlagen befinden sich u. a. in Dermbach, Weilar, Dietlas und Dorndorf. Im Zuge eines Modellvorhabens zur Umsetzung der Europäischen Wasserrahmenrichtlinie wurden in den Jahren 2004 bis 2008 durch den Freistaat Thüringen ungenutzte Wehre zurückgebaut (z. B. in Stadtlengsfeld) oder ökologisch durchgängig gestaltet (z. B. in Weilar und Dorndorf).